# Ryan Benoit
Ryan Michale Benoit (25 de agosto de 1989, San Diego, California, Estados Unidos) es un artista marcial mixto estadounidense que compite en la división de peso mosca de Ultimate Fighting Championship (UFC). Competidor profesional desde 2009, también ha competido para Shark Fights y el MFC.

## Carrera en artes marciales mixtas

### Carrera temprana
Benoit comenzó a entrenar en 2007 e hizo su debut profesional en MMA en mayo de 2009. Luchó mucho en su país natal, Estados Unidos, y acumuló un récord de 7-2 antes de unirse a Ultimate Fighting Championship.

### Ultimate Fighting Championship
Benoit hizo su debut promocional contra su compañero recién llegado Josh Sampo el 30 de noviembre de 2013 en The Ultimate Fighter 18 Finale. Perdió el combate de ida y vuelta por una sumisión de estrangulamiento por detrás al final del segundo asalto. A pesar de la derrota, Benoit ganó un premio extra de "Pelea de la Noche" por el combate.
Se esperaba que Benoit se enfrentara a Ray Borg el 28 de junio de 2014 en UFC Fight Night: Swanson vs. Stephens. Sin embargo, debido a una lesión, Benoit fue sustituido por el recién llegado promocional Shane Howell.
Benoit se enfrentó a Sergio Pettis el 14 de marzo de 2015 en UFC 185. Tras un primer asalto en el que Pettis parecía tener la sartén por el mango, Benoit dejó caer a Pettis con un gancho de izquierda y lo remató con una ráfaga de golpes en el suelo en el segundo asalto. Benoit recibió críticas de los aficionados por dar una patada a Pettis después de que el árbitro hubiera separado a los dos luchadores. Benoit se disculpó inmediatamente por su comportamiento, alegando que se había dejado llevar por sus emociones. Dana White declaró más tarde, en la conferencia de prensa posterior al combate del UFC 185, que la UFC no tomaría ninguna medida disciplinaria contra Benoit, debido a su inmediato arrepentimiento por el incidente.
Benoit se enfrentó a Ben Nguyen el 15 de noviembre de 2015 en UFC 193. Perdió el combate por sumisión en el primer asalto.
Benoit se enfrentó después a Fredy Serrano el 30 de julio de 2016 en UFC 201. Ganó el combate por decisión dividida.
Benoit se enfrentó a Brandon Moreno el 3 de diciembre de 2016 en la final de The Ultimate Fighter 24. Perdió el combate por decisión dividida.
Benoit se enfrentó a Ashkan Mokhtarian el 19 de noviembre de 2017 en UFC Fight Night: Werdum vs. Tybura. En el pesaje, Benoit pesó 129 libras, 3 libras por encima del límite máximo de peso mosca de 126 libras. El combate se desarrolló en un peso acordado y Benoit perdió el 20% de su bolsa a favor de Mokhtarian. Benoit ganó el combate por nocaut debido a una patada en la cabeza en el tercer asalto.
El 5 de enero de 2018 se anunció que Benoit había firmado un nuevo contrato de cuatro peleas con UFC.
Se esperaba que Benoit se enfrentara a Roberto Sanchez el 8 de septiembre de 2018 en UFC 228. Sin embargo, Benoit se retiró del combate a finales de agosto por razones no reveladas y fue sustituido por Jarred Brooks.
Benoit se enfrentó a Heili Alateng en un combate de peso gallo el 21 de diciembre de 2019 en UFC Fight Night: Edgar vs. The Korean Zombie. Perdió el combate por decisión dividida.
Se esperaba que Benoit se enfrentara a Tyson Nam el 13 de junio de 2020 en UFC on ESPN: Eye vs. Calvillo. Sin embargo, Benoit se retiró del evento por una razón desconocida y fue sustituido por Zarrukh Adashev.
Benoit se enfrentó a Tim Elliott el 16 de julio de 2020 en UFC on ESPN: Kattar vs. Ige. Perdió el combate por decisión unánime.
El 3 de septiembre de 2020, Benoit junto con Roman Dolidze, recibieron licencias temporales después de las audiencias especiales de la Comisión Atlética del Estado de Nevada después de que tuvieran problemas recurrentes con el metabolito a largo plazo de Turinabol pulsando en su sistema en cantidades traza, mucho tiempo después de la ingestión. Tanto Benoit como Dolidze ya han sido suspendidos por la USADA, el socio antidopaje de la UFC. Ninguno de los dos se enfrentaba a una infracción en Nevada, pero la UFC quería adelantarse a un posible problema. Esto ocurrió después de que la USADA añadiera un umbral para la presencia del metabolito M3 de la DHCMT. Si el resultado de un análisis está por debajo de los 100 picogramos por mililitro de la sustancia, ya no se considera una infracción, sino un hallazgo atípico, siempre que no haya pruebas de una nueva ingesta o de efectos de mejora del rendimiento. Benoit y Dolidze recibieron licencias temporales para competir a partir del 1 de diciembre tras un periodo de seis meses de pruebas bimensuales por parte de la USADA. Para Benoit, el proceso ya le costó más de un año de su carrera después de que originalmente dio positivo por bajos niveles de DHCMT (turinabol oral) a partir del 11 de noviembre de 2018. En ese momento, Benoit dio positivo por 30 picogramos por mL en ese momento.
Benoit tenía previsto enfrentarse a Zarrukh Adashev el 8 de mayo de 2021 en UFC on ESPN: Rodriguez vs. Waterson. En el pesaje, Benoit pesó 129 libras, tres libras por encima del límite de combate de peso mosca sin título. Su combate con Adashev fue cancelado por la Comisión Atlética del Estado de Nevada debido a problemas de salud. El par se volvió a programar en UFC on ESPN: Hall vs. Strickland el 31 de julio de 2021. Benoit perdió la pelea por decisión unánime.

## Campeonatos y logros
- Ultimate Fighting Championship
  - Pelea de la Noche (una vez) vs. Josh Sampo

## Récord en artes marciales mixtas
| Récord profesional | Récord profesional | Récord profesional |
| 18 peleas          | 10 victorias       | 8 derrotas         |
| ------------------ | ------------------ | ------------------ |
| Nocaut             | 8                  | 0                  |
| Sumisión           | 1                  | 2                  |
| Decisión           | 1                  | 6                  |

| Resultado | Récord | Oponente          | Método                                 | Evento                                                 | Fecha                   | Ronda | Tiempo | Localización      | Notas                                                                                   |
| --------- | ------ | ----------------- | -------------------------------------- | ------------------------------------------------------ | ----------------------- | ----- | ------ | ----------------- | --------------------------------------------------------------------------------------- |
| Derrota   | 10-8   | Zarrukh Adashev   | Decisión (unánime)                     | UFC on ESPN: Hall vs. Strickland                       | 31 de julio de 2021     | 3     | 5:00   | Las Vegas, Nevada |                                                                                         |
| Derrota   | 10-7   | Tim Elliott       | Decisión (unánime)                     | UFC on ESPN: Kattar vs. Ige                            | 16 de julio de 2020     | 3     | 5:00   | Las Vegas, Nevada |                                                                                         |
| Derrota   | 10-6   | Heili Alateng     | Decisión (dividida)                    | UFC Fight Night: Edgar vs. The Korean Zombie           | 21 de diciembre de 2019 | 3     | 5:00   | Busan             | Combate de peso gallo.                                                                  |
| Victoria  | 10-5   | Ashkan Mokhtarian | KO (patada en la cabeza)               | UFC Fight Night: Werdum vs. Tybura                     | 19 de noviembre de 2017 | 3     | 2:38   | Sídney            | Combate de peso acordado (129 libras); Benoit no cumplió con el peso.                   |
| Derrota   | 9-5    | Brandon Moreno    | Decisión (dividida)                    | The Ultimate Fighter: Tournament of Champions Finale   | 3 de diciembre de 2016  | 3     | 5:00   | Las Vegas, Nevada |                                                                                         |
| Victoria  | 9-4    | Fredy Serrano     | Decisión (dividida)                    | UFC 201                                                | 30 de julio de 2016     | 3     | 5:00   | Atlanta, Georgia  |                                                                                         |
| Derrota   | 8-4    | Ben Nguyen        | Sumisión (estrangulamiento por detrás) | UFC 193                                                | 15 de noviembre de 2015 | 1     | 2:35   | Melbourne         |                                                                                         |
| Victoria  | 8-3    | Sergio Pettis     | TKO (puñetazos)                        | UFC 185                                                | 14 de marzo de 2015     | 2     | 1:34   | Dallas, Texas     |                                                                                         |
| Derrota   | 7-3    | Josh Sampo        | Sumisión (estrangulamiento por detrás) | The Ultimate Fighter: Team Rousey vs. Team Tate Finale | 30 de noviembre de 2013 | 2     | 4:31   | Las Vegas, Nevada | Debut en el peso mosca; Sampo no cumplió con el peso (127.5 libras). Pelea de la Noche. |
| Victoria  | 7-2    | Cody Fuller       | TKO (puñetazos)                        | Legacy FC 24                                           | 11 de octubre de 2013   | 1     | 4:53   | Dallas, Texas     | Combate de peso acordado (130 libras).                                                  |
| Derrota   | 6-2    | Anthony Birchak   | Decisión (unánime)                     | MFC 37                                                 | 10 de mayo de 2013      | 3     | 5:00   | Edmonton, Alberta |                                                                                         |
| Victoria  | 6-1    | Joseph Sandoval   | TKO (puñetazos)                        | Legacy FC 16                                           | 14 de diciembre de 2012 | 1     | 1:02   | Dallas, Texas     |                                                                                         |
| Victoria  | 5-1    | Randy Villarreal  | TKO (puñetazos)                        | Legacy FC 13                                           | 16 de agosto de 2012    | 1     | 1:35   | Dallas, Texas     |                                                                                         |
| Victoria  | 4-1    | Cody Williams     | Sumisión (estrangulamiento por detrás) | Legacy FC 11                                           | 11 de mayo de 2012      | 2     | 2:52   | Houston, Texas    |                                                                                         |
| Victoria  | 3-1    | Matt Espinoza     | TKO (puñetazos)                        | Shark Fights 14: Horwich vs. Villefort                 | 11 de marzo de 2011     | 2     | 2:14   | Lubbock, Texas    |                                                                                         |
| Derrota   | 2-1    | Tim Snyder        | Decisión (mayoritaria)                 | SWC 11: Fury                                           | 19 de junio de 2010     | 3     | 5:00   | Frisco, Texas     |                                                                                         |
| Victoria  | 2-0    | Davis Sylvester   | TKO (puñetazos)                        | KOK 7: Judgement Day                                   | 29 de agosto de 2009    | 2     | 2:41   | Austin, Texas     |                                                                                         |
| Victoria  | 1-0    | LeJerrian Lindley | TKO (puñetazos)                        | Xtreme Knockout 4                                      | 9 de mayo de 2009       | 1     | 2:09   | Arlington, Texas  |                                                                                         |